# العملة المعماة والجرائم
تصف العملات المشفرة والجريمة أمثلة بارزة للجرائم الإلكترونية المتعلقة بسرقة العملات المعماة (أو الحصول عليها بطرق غير قانونية) وبعض الأساليب أو الثغرات الأمنيةالتي يتم استغلالها بشكل شائع. ويعد اختطاف العملات المشفرة شكلًا من أشكال الجرائم الإلكترونية الخاصة بالعملات المشفرة المستخدمة على مواقع الويب لاختطاف موارد الضحية واستخدامها في التجزئة وتعدين العملات المشفرة.
ووفقًا لشركة تحليل سلسلة الكتل Chainalysis، فقد جرى تبييض حوالي 2.5 مليار دولار أمريكي من خلال عملة البيتكوين في الفترة ما بين عامي 2009 و2018، وكان جزء معاملات العملات المشفرة المرتبطة بالأنشطة غير المشروعة في ازدياد منذ أوائل عام 2019. وفي عام 2021، تورط 0.15% من معاملات العملات المشفرة المعروفة في أنشطة غير مشروعة مثل الجرائم الإلكترونية وغسل الأموال وتمويل الإرهاب، وهو ما يمثل إجمالي 14 مليار دولار.

## خلفية
تتوفر أنواع مُتعدّدة من محافظ العملات المُشفّرة، بمستوياتِ أمان مُتفاوتة، تشمل الأجهزة والبرامج المُخصّصة لأنظمة التشغيل أو المُتصفحات المُختلفة، والمحافظ غير المُتّصلة بالإنترنت.
تظهر عمليات استغلال جديدة وفريدة لمعاملات سلسلة الكُتل (البلوك تشين)، وتهدف إلى تحقيق نتائج غير مقصودة للمُشاركين فيها. وتُعتبر مشكلة مرونة المُعاملات من بين المشكلات الأكثر شهرة التي تفتح إمكانية استغلالها في عملة البيتكوين.
يُورد تقرير Immunefi الخاص بخسائر العملات المشفرة لعام 2022 خسائر الصناعة من عمليات الاحتيال والاختراق بإجمالي 3.9 مليار دولار أمريكي للعام المذكور، و8 مليار دولار أمريكي لعام 2021.

## سرقات بارزة
في عام 2018، فُقد حوالي 1.7 مليار دولار أمريكي من العملات المشفرة بسبب عمليات الاحتيال والسرقة. وفي الربع الأول من عام 2019، ارتفعت هذه الخسائر إلى 1.2 مليار دولار أمريكي. يُعد عام 2022 عامًا قياسيًا لسرقة العملات المشفرة، وفقًا لموقع Chainalysis المختص بتحليل سلسلة الكتل،  حيث سُرِق 3.8 مليار دولار أمريكي على مستوى العالم خلال 125 عملية اختراق للأنظمة، وشمل ذلك سرقة 1.7 مليار دولار أمريكي بواسطة "متسللين مرتبطين بكوريا الشمالية".

### التبادلات
تتضمن الاختراقات البارزة لبورصات العملات المشفرة التي أدت إلى خسارة العملات المشفرة ما يلي:
- سُرق ما قيمته 350 مليون دولار أمريكي من عملة البيتكوين من بورصة إم تي جوكس بين عامي 2011 و2014.[9]
- في عام 2016 سُرق 72 مليون دولار أمريكي من خلال استغلال محفظة بورصة بتفينكس، وجرى تعويض المستخدمين.[10]
- في 7 ديسمبر 2017 أعلنت بورصة العملات المشفرة السلوفينية "نيس هاش" أن قراصنة سرقوا أكثر من 70 مليون دولار باستخدام جهاز كمبيوتر خاص بالشركة تم اختراقه.[11][12]
- في 19 ديسمبر 2017 تقدمت شركة "يابيان"، المالكة للبورصة الكورية الجنوبية "يوبت"، بطلب للإفلاس بعد تعرضها لاختراقات في ذلك العام.[13][14] وحصل العملاء على إمكانية الوصول إلى 75٪ من أصولهم.[15]
- في عام 2018 سُرقت عملات مشفرة بقيمة 400 مليون دولار أمريكي من بورصة كوينتشيك.[16]
- في مايو 2018 اختُطفت معاملات عملة بيتكوين جولد وأسيء استخدامها من قبل قراصنة مجهولين.[16] وتكبدت البورصات خسائر تقدر بنحو 18 مليون دولار، وأُدرجت عملة بيتكوين جولد خارج بورصة بيتريكس بعد رفضها دفع حصتها من الأضرار.
- في يونيو 2018 تعرضت البورصة الكورية الجنوبية كوينريل للاختراق، وخسرت ما يزيد عن 37 مليون دولار من العملات المشفرة.[17] وزاد هذا الاختراق من حدة عمليات البيع المستمرة للعملات المشفرة بالفعل بمقدار 42 مليار دولار إضافية.[18]
- في 9 يوليو 2018 سُرق ما قيمته 23.5 مليون دولار من العملات المشفرة من بورصة بانكور، التي كان الكود الخاص بها وجمع التبرعات موضع جدل.[19][20]
- سُرق من بورصة Zaif مبلغ 60 مليون دولار أمريكي من عملات البيتكوين، والبيتكوين كاش، والموناكوين في سبتمبر 2018.[21]
- في عام 2019 سُرقت عملات مشفرة بقيمة 40 مليون دولار أمريكي من بورصة باينانس.[22][23]
- يُشتبه في فرار مؤسسي افريكريبت في يونيو 2021 وبحوزتهم ما قيمته 3.6 مليار دولار أمريكي من عملة البيتكوين.[24]
- تكبدت بورصة بولي نتورك (DeFi) خسارة قدرها 611 مليون دولار أمريكي في عملية سرقة في أغسطس 2021.[25]
- تعرضت بورصة العملات المشفرة اليابانية ليكود للاختراق في أغسطس 2021 ما أدى إلى خسارة ما قيمته 97 مليون دولار أمريكي من العملات الرقمية.[26]
- تعرضت كريم فاينانس لعملية سرقة بقيمة 29 مليون دولار أمريكي في أغسطس 2021.[27] و130 مليون دولار في 28 أكتوبر 2021.[28]
- في 2 ديسمبر 2021 خسر مستخدمو بادجرداو حوالي 118,500,000 دولار من عملة البيتكوين و679,000 دولار من رموز الإيثريوم في هجوم على الواجهة الأمامية. إذ سمح مفتاح واجهة برمجة التطبيقات (API) المخترق لحساب شبكة توصيل المحتوى كلاود فلير بحقن برنامج نصي ضار في واجهة الويب. و"أوقفت" بادجرداو جميع العقود الذكية بسبب شكاوى المستخدمين.[29]
- في 6 ديسمبر 2021 خسرت بورصة العملات المشفرة "بيت مارت" حوالي 135 مليون دولار من الإيثريوم وما يقدر بنحو 46 مليون دولار من العملات المشفرة الأخرى بسبب اختراق اثنين من محافظها.[30]  وعلى الرغم من أن "بيت مارت" ذكرت أنها ستعوض عملائها، فإن العديد من عملاء "بيت مارت" لم يتلقوا أي أموال من البورصة حتى يناير 2022.[31]
- في 12 ديسمبر 2021 خسر مستخدمو "فولكان فورج" حوالي 135 مليون دولار من عملة PYR بسبب اختراقات في محافظ متعددة. وجرى إخطار البورصات المركزية الشريكة بالاختراق وتعهدت بالاستيلاء على أي أموال مسروقة عند الإيداع.[32]
- في 27 يناير 2022 خسرت كيوبت فاينانس (DeFi) حوالي 80 مليون دولار من عملة بينانس كوين بسبب خلل في العقد الذكي الذي مكّن من سحب المبلغ المذكور مقابل إيداع 0 إيثريوم.[33]
- في مارس 2022 [34] سُجلت أكبر سرقة للعملات المشفرة في ذلك العام، إذ سُرق ما قيمته 625 مليون دولار أمريكي من الإيثر والعملة المستقرة يو إس دي كوين من شبكة أكسي إنفينيتي. واكتُشفت العقد المخترقة أخيرًا عندما أبلغ أحد المستخدمين عن عدم قدرته على سحب الأموال. وقد ربطت وزارة الخزانة عملية السرقة لاحقًا بمجموعة لازاروس، وهي مجموعة قرصنة مدعومة من كوريا الشمالية.[8]
- في 20 سبتمبر 2022 تعرضت وينترموت للاختراق، ما أدى إلى سرقة 160 مليون دولار أمريكي. وعزت الشركة نقطة الضعف إلى خدمة تستخدمها المنصة لتوليد عناوين مميزة للحسابات الرقمية.[8]
- في 25 سبتمبر 2023 أُفيد بأن قراصنة سرقوا 200 مليون دولار من شركة العملات المشفرة مكسين نيتورك. وذكرت الشركة أن قاعدة بيانات مزود الخدمة السحابية لشبكتها تعرضت لهجوم من قبل قراصنة، ما أدى إلى خسارة الأصول.[35][36]

### المحافظ
شهدت محفظة "باريتي" حادثين أمنيين أسفرا عن فقدان أو سرقة 666,773 عملة إيثريوم. ففي يوليو 2017، وسّبب خلل في كود التوقيعات المتعددة سرقة 153,037 عملة إيثريوم (ما يقرب من 32 مليون دولار أمريكي في ذلك الوقت). وفي نوفمبر 2017، تسبب عيب لاحق في التوقيعات المتعددة في "باريتي" في جعل 513,774 عملة إيثريوم (حوالي 150 مليون دولار أمريكي) غير قابلة للوصول؛  وحتى مارس 2019، كانت الأموال لا تزال مجمدة.

### الطاقة
تتضمن الحالات البارزة لسرقة الكهرباء لتعدين العملات المشفرة ما يلي:
- في فبراير 2021 ألقت الشرطة الماليزية القبض على ستة رجال متورطين في عملية تعدين بيتكوين سرقت ما قيمته مليوني دولار أمريكي من الكهرباء.[43]
- أغلقت السلطات الأوكرانية مزرعة سرية للألعاب والعملات المشفرة في يوليو 2021، واتهمتها بسرقة كهرباء بقيمة 259,300 دولار شهريًا.[44]
- في يوليو 2021 دمرت السلطات الماليزية 1,069 نظامًا لتعدين العملات المشفرة متهمة بسرقة الكهرباء من الشبكة.[45]
- في مايو 2021 أغلقت السلطات البريطانية منجم بيتكوين مشتبه به بعد أن عثرت شركة توزيع الطاقة على توصيل غير قانوني لإمدادات الكهرباء.[46]

### سلاسل الكتل

#### بيتكوين
شهدت عملة البيتكوين العديد من حالات السرقة. وحتى نهاية عام 2017، فُقد ما يقرب من 980,000 بيتكوين في عمليات اختراق لبورصات العملات الرقمية، وهو ما يمثل أكثر من خمسة بالمائة من إجمالي عملة البيتكوين المتداولة في ذلك الوقت.
يتمثل أحد أبرز أساليب سرقة البيتكوين في حصول طرف غير مصرح له على المفتاح الخاص بعنوان بيتكوين يخص الضحية،  أو اختراق المحفظة الإلكترونية التي تخزن هذه العملة الرقمية. وبمجرد حصول السارق على المفتاح الخاص، يستطيع تحويل جميع عملات البيتكوين المرتبطة بهذا العنوان دون أي عائق. ومن الجدير بالذكر أن شبكة البيتكوين لا تتيح تتبع هوية السارق أو منع معاملات العملات المسروقة أو إعادتها إلى مالكها الأصلي.
تنتشر سرقة العملات المشفرة أيضًا في المنصات التي تستخدم فيها عملة البيتكوين لشراء السلع المحظورة. ففي أواخر شهر نوفمبر من عام 2013م، زُعم سرقة ما يقارب مئة مليون دولار أمريكي من عملات البيتكوين من أحد الأسواق الإلكترونية التي تتعامل بالسلع المحظورة، والتي أُغلقت على الفور. وقد تم تتبع حركة هذه العملات أثناء عمليات التحويل، إلا أنه لم يتم استرداد أي مبالغ ولم يتم تحديد الجناة. كما أعلن سوق سوداء آخر يُعرف باسم سيلك رود عن تعرضه للاختراق في فبراير من عام 2014م، حيث تم سرقة عملات بيتكوين قيمتها 2.7 مليون دولار أمريكي من حسابات الضمان.
تُعد المنصات التي تُتيح للمستخدمين تبادل عملة البيتكوين نقدًا أو تخزينها في "محافظ رقمية" أهدافًا رئيسية للسرقات الإلكترونية. ففي أكتوبر من عام 2013م، تعرّضت منصة "Inputs.io" الأسترالية المتخصصة في خدمات المحافظ الرقمية للاختراق مرتين، مما أدى إلى خسارة ما يزيد عن مليون دولار أمريكي من عملة البيتكوين. كما أغلق موقع "GBL" وهو منصة للتداول بعملة البيتكوين مقرّها الصين، فجأة في 26 أكتوبر من العام نفسه، مما تسبب في خسارة مشتركيه، الذين عجزوا عن الدخول إلى حساباتهم، ما يقرب من خمسة ملايين دولار أمريكي من هذه العملة الرقمية.
وفي أواخر فبراير من عام 2014م، تقدّمت شركة إم تي جوكس وهي واحدة من أكبر بورصات العملات الرقمية في العالم، بطلب للإفلاس في طوكيو وسط تقارير عن سرقة ما قيمته 350 مليون دولار أمريكي من عملة البيتكوين. كما أغلقت شركة بيتكوين تاريخ بيتكوين المتخصصة في تخزين عملة البيتكوين ومقرها ألبرتا، أبوابها في مارس من العام نفسه بعد أن أعلنت عن اكتشافها لسرقة حوالي 650 ألف دولار أمريكي من هذه العملة. وفي الشهر ذاته أبلغت بورصة العملات الرقمية "Poloniex" عن فقدانها ما قيمته حوالي 50 ألف دولار أمريكي من عملة البيتكوين.
وفي يناير 2015 تعرّضت بورصة بت ستامب البريطانية، والتي تحتل المركز الثالث بين أكبر بورصات البيتكوين في العالم، للاختراق وسُرقت منها عملات بيتكوين بقيمة خمسة ملايين دولار أمريكي. وفي فبراير من العام نفسه، خسرت بورصة صينية تُدعى "BTER" عملات بيتكوين قيمتها حوالي مليوني دولار لصالح قراصنة الإنترنت.
أحدثت عملية اختراق بورصة بتفينكس في عام 2016 هزة عنيفة في عالم العملات المشفرة، حيث تعرضت هذه المنصة الرقمية الرائدة لتسريب ما يقرب من 120,000 عملة بيتكوين، بما يعادل قيمة تقريبية قدرها 71 مليون دولار أمريكي في ذلك الوقت. مما اضطر البورصة إلى تعليق عمليات التداول مؤقتًا. وقد صنفت هذه الحادثة كثاني أكبر سرقة للعملة المشفرة بيتكوين على الإطلاق، بعد حادثة سرقة منصة "إم تي جوكس" في عام 2014.
وبحسب تقرير لمجلة فوربس، فقد تكبد جميع عملاء بتفينكس خسائر مالية جراء هذه الجريمة السيبرانية، حيث أعلنت الشركة عن خفض بنسبة 36.067% من أرصدة العملاء بشكل عام. ورغم مرور السنوات، لم تتمكن الشركة من تعويض المتضررين بالكامل، على الرغم من الجهود المبذولة.
وفي تحول مثير للأحداث، تمكنت الحكومة الأمريكية في عام 2022 من استعادة 94,636 عملة بيتكوين، أي ما يعادل قيمة تقارب 3.6 مليار دولار في وقت الاسترداد، من أموال سرقة بورصة بتفينكس عام 2016، ووصفت هذه العملية بأنها "أكبر عملية ضبط مالي" في تاريخ الولايات المتحدة. وبحلول فبراير 2022 ارتفعت قيمة إجمالي العملات المسروقة في عام 2016 إلى 4.5 مليار دولار. وأُلقي القبض على شخصين للاشتباه في ارتكابهما لهذه الجرائم في عام 2022. ووجهت الاتهامات إلى الزوجين إيليا "داتش" ليكتينستين والمغنية هيذر "رازليك خان" مورغان بالتآمر لارتكاب جريمة غسل الأموال والتآمر لخداع الولايات المتحدة.
في 7 مايو 2019 تمكن قراصنة من سرقة أكثر من سبعة آلاف عملة بيتكوين من بورصة العملات المشفرة بينانس، بقيمة تجاوزت 40 مليون دولار أمريكي. وقد صرح الرئيس التنفيذي لشركة بينانس، تشاو تشانغبينغ، بأن القراصنة استخدموا مجموعة متنوعة من التقنيات الخبيثة، من بينها التصيد الاحتيالي والفيروسات وهجمات أخرى، مؤكدًا على صبرهم وتخطيطهم الدقيق لتنفيذ هذه العملية عبر حسابات متعددة بدت مستقلة في الوقت المناسب.
وقد أثارت هذه الحادثة مخاوف بالغة بشأن سلامة الأصول الرقمية. فقد صرح تشارلز هايتر، مؤسس موقع مقارنة العملات الرقمية، بأن هذه الواقعة تعد تذكيرًا بهشاشة البنية التحتية التي تقوم عليها هذه الصناعة الناشئة. ووفقًا لجلسة استماع عقدتها لجنة المشاريع الصغيرة بمجلس النواب الأمريكي في 2 أبريل 2014 فإن هؤلاء البائعين يفتقرون إلى الرقابة التنظيمية ومعايير الحد الأدنى لرأس المال، ولا يوفرون حماية للمستهلك ضد الخسائر أو السرقة.

#### إيثريوم
في يونيو 2016 استغلّ قراصنة ثغرة أمنية في الداو (بالإنجليزية: The DAO)‏ وسرقوا مبلغًا قدره 50 مليون دولار أمريكي. وقد أدّى هذا الحادث إلى انقسام العملة المشفرة إلى نوعين: الإيثريوم الكلاسيكي والإيثريوم، حيث استمرت الأخيرة في مسارها على سلسلة كتل جديدة، متجاهلة المعاملات التي تمت عن طريق الخطأ.
وفي 21 نوفمبر 2017 أعلنت شركة تيثر عن تعرضها لعملية اختراق إلكتروني، نتج عنها فقدان مبلغ قدره 31 مليون دولار أمريكي من عملة الدولار الرقمي (USDT)، والتي كانت مخزّنة في محفظة الخزانة الرئيسية للشركة. وللتصدي لهذه الجريمة، قامت الشركة بوضع "علامة" مميزة على العملات المسروقة، آملةً في عزلها وحجزها في محفظة المخترق، مما يجعلها غير قابلة للاستخدام. [بحاجة لمصدر]
وفي عام 2022م تمكن قراصنة من إنشاء حساب توقيع مزيف على جسر سلسلة الكتل المعروف باسم "وورم هول" (Wormhole)، وسرقوا منه مبلغًا يفوق 300 مليون دولار من عملة الإيثر.

## عمليات الاحتيال

### عمليات الاحتيال عند الخروج ومخططات بونزي من خلال عروض العملات الأولية (ICOs)
تُنفذ معظم عمليات الاحتيال عند الخروج (أو عمليات سحب البساط) وكذلك العديد من مخططات بونزي التي تتضمن العملات المشفرة من خلال عروض العملات الأولية (ICOs). على سبيل المثال، وفقًا لتقرير صادر عن مجموعة Satis، كان ما يقرب من 80% من جميع المشاريع التي أُطلقت من خلال عرض العملات الأولي في عام 2017 عبارة عن عمليات احتيال. تتضمن عمليات الاحتيال هذه عادةً جذب استثمارات من الغالبية العظمى من صغار المستثمرين، وتضخيم السعر، ثم يتخلى الجناة لاحقًا عن المشروع المعني بعد بيع أسهمهم الخاصة.
تعزى حداثة عروض العملات الأولية إلى الافتقار الحالي للتنظيم الحكومي. يمكن لهذا النقص في الإجراءات التنظيمية بالإضافة إلى الاسم المستعار لمعاملات العملات المشفرة وطبيعتها الدولية عبر عدد لا يحصى من الولايات القضائية في العديد من البلدان المختلفة أن يجعل من الصعب تحديد واتخاذ إجراءات قانونية ضد الجناة المتورطين في عمليات الاحتيال هذه. منذ عام 2017، تسعى لجنة الأوراق المالية والبورصات بنشاط لملاحقة الجماعات والأفراد المسؤولين عن عمليات الاحتيال المتعلقة بعروض العملات الأولية.

#### أمثلة على عمليات الاحتيال المتعلقة بعروض العملات الأولية
- أرايزكوين: سوقت أرايز بنك نفسها على أنها أول بنك لامركزي في العالم، مدعية كذبًا أنها قادرة على تقديم حسابات مؤمنة من قبل المؤسسة الفيدرالية للتأمين على الودائع، وبطاقات فيزا بالإضافة إلى الخدمات المتعلقة بالعملات المشفرة والإدلاء ببيانات كاذبة أخرى.[80] روجت أرايز بنك لعملتها أرايزكوين من خلال تأييد المشاهير ووسائل التواصل الاجتماعي من أجل جمع مبلغ مليار دولار أمريكي كانت الشركة تستهدفه.[81] أوقفت لجنة الأوراق المالية والبورصات عرض العملة الأولي الخاص بهم في أوائل عام 2018 وتلقى الرئيس التنفيذي للشركة ومدير العمليات غرامة قدرها 2.7 مليون دولار أمريكي.[82]
- كانت بتكونيكت من بين العملات المشفرة الأعلى أداءً في عام 2017، ووعدت المستثمرين بعوائد هائلة من خلال روبوت تداول.[83] وصلت في أوجها إلى رسملة سوقية قدرها 3.4 مليار دولار أمريكي.[84] توقفت البورصة عن العمل في أوائل عام 2018، وتكبد المستثمرون خسائر بملايين الدولارات، بلغت في مجموعها 14.5 مليون دولار أمريكي.[85] تبين لاحقًا أن الأرباح الأولية تحققت من خلال مخطط بونزي عن طريق دفع أموال للعملاء الأوائل من الأموال التي جُنيت من العملاء الجدد.[86] اتُخذت إجراءات قانونية ضد الجناة على نطاق دولي.[87]
- كانت سنترا شركة مقرها في ميامي ادعت أنها تقدم بطاقة خصم تعتمد على العملات المشفرة ومدعومة من فيزا وماستركارد. جمعت الشركة 32 مليون دولار أمريكي بحلول أكتوبر 2017 من خلال عرض العملة الأولي، وبعد بضعة أشهر، نفذت عملية احتيال عند الخروج. في أبريل 2018، أُلقي القبض على اثنين من المؤسسين. سرعان ما كُشف أنه لا ماستركارد ولا فيزا دعمتا الشركة في جهودها المزعومة.[85]
- استضافت شركة مودرن تك، ومقرها في فيتنام، عرضين منفصلين للعملة الأولية بينكوين بالإضافة إلى "iFan" واعدة بعوائد شهرية قدرها 48%.[85] بعد النجاح الأولي، فر المؤسسون بما يقرب من 660 مليون دولار أمريكي جُمعت من 32 ألف مستثمر.[88] لا يزال المؤسسون هاربين ولم يُسترد أي من الأموال.[89]
- بعد أن جمع دومينيك لاكروا وسابرينا باراديس-روغرز (مؤسسا "PlexCoin") رسميًا حوالي 15 مليون دولار أمريكي من خلال عرض عملة أولي احتيالي في أغسطس 2017 مع الوعد بعائد قدره 1354٪ في غضون شهر، قدمت لجنة الأوراق المالية والبورصات شكوى مدنية في ديسمبر من العام نفسه ضدهم وسعت إلى إصدار أمر قضائي لوقف عمليات البيع هذه، وتجميد الأصول المعنية، ودفع غرامات مدنية، ومنع المسؤولين عن إطلاق الرمز المميز من المشاركة في أي عروض مستقبلية للعملات المشفرة.[90] بعد فترة وجيزة، حُكم على لاكروا بالسجن لمدة شهرين وغُرّم مبلغ 110 آلاف دولار كندي من قبل محكمة كيبيك العليا.[91] أدت إجراءات لجنة الأوراق المالية والبورصات إلى فرض غرامات بملايين الدولارات على المدعى عليهم في عام 2019 واستعادة أموال المستثمرين.[92] خلال الإجراءات، استطاعت لجنة الأوراق المالية والبورصات إثبات أن نجاح عرض العملة الأولي كان مبالغًا فيه من قبل المؤسسين الذين جمعوا في الواقع 8.5 مليون دولار أمريكي بدلًا من 15 مليون دولار أمريكي التي أعلنوها.[93]

### مخططات بونزي
تُعد مخططات بونزي أحد الأشكال الشائعة التي يستغل فيها المحتالون التقنيات القائمة على سلسلة الكتل لارتكاب جرائمهم. تعتمد معظم هذه المخططات على خطط تسويق متعددة المستويات لحث المستثمرين على الإقدام على استثمارات محفوفة بالمخاطر. وتُعد عملة ون كوين مثالًا بارزًا على مخططات بونزي للعملات المشفرة؛ فقد تأسست هذه العملة في عام 2014 على يد روجا إجناتوفا، ويُقدَّر أن عائداتها بلغت أربعة مليارات دولار أمريكي. ورغم أن بعض أموال المستثمرين قد استُعيدت، ولا سيما في الصين، وتم القبض على العديد من أعضاء هذه المنظمة في الولايات المتحدة، إلا أن إجناتوفا نفسها لا تزال هاربة من العدالة.

### غسل الأموال
نظرًا لعجز الأطراف الثالثة عن نزع الطابع الزائف عن معاملات العملات المشفرة، لجأت الكيانات الإجرامية بشكل متزايد إلى استغلالها في عمليات غسل الأموال. وكثيرًا ما تُستغل الاكتتابات الأولية للعملات الرقمية (ICOs) التي تخلو من إرشادات اعرف عميلك (KYC) وإجراءات مكافحة غسل الأموال في غسل الأموال غير المشروعة نظرًا للطابع الاسمي الذي توفره. فباستخدام الاكتتابات الأولية للعملات الرقمية، يقوم المجرمون بغسل هذه الأموال عبر شراء الرموز من المستثمرين الشرعيين ثم بيعها. وتتفاقم هذه المشكلة بسبب نقص التدابير المتخذة لمكافحة غسل الأموال من قِبل بورصات العملات المشفرة المركزية.
يُعد سيلك رود مثالًا مبكرًا معروفًا لغسل الأموال باستخدام العملات المشفرة. أُغلق في عام 2013، ووجهت اتهامات لمؤسسه روس أولبريخت، من بين تهم أخرى، بالتآمر لغسل الأموال. استُخدم الموقع في العديد من الأنشطة غير المشروعة بما في ذلك غسل الأموال باستخدام البيتكوين فقط كشكل من أشكال الدفع.
بصرف النظر عن العملات المشفرة التقليدية، تُستخدم الرموز غير القابلة للاستبدال (NFTs) أيضًا بشكل شائع فيما يتعلق بأنشطة غسل الأموال. غالبًا ما تُستخدم الرموز غير القابلة للاستبدال لتنفيذ تداول وهمي عن طريق إنشاء عدة محافظ مختلفة لفرد واحد، وإنشاء العديد من المبيعات الوهمية وبالتالي بيع الرمز غير القابل للاستبدال المعني إلى طرف ثالث. وفقًا لتقرير صادر عن Chainalysis، أصبحت هذه الأنواع من عمليات التداول الوهمي شائعة بشكل متزايد بين مغسلي الأموال خاصة بسبب الطبيعة المجهولة إلى حد كبير للمعاملات في أسواق الرموز غير القابلة للاستبدال. قد تواجه منصات المزادات لمبيعات الرموز غير القابلة للاستبدال ضغوطًا تنظيمية للامتثال لتشريعات مكافحة غسل الأموال.

#### التدابير التنظيمية
تُعتبر كندا عمومًا أول دولة تطبق إجراءات تنظيمية تتعامل مع غسل الأموال الذي يتم عن طريق استخدام العملات المشفرة. بحلول عام 2013، أصدرت شبكة مكافحة الجرائم المالية (FinCEN) - في إشارة مباشرة إلى البورصة المركزية إم تي جوكس - لوائح توضح أن جميع القائمين على تحويل العملات المشفرة إلى العملات الورقية يجب عليهم تطبيق أساليب اعرف عميلك وكذلك مكافحة غسل الأموال. لذلك يجب الإبلاغ عن أي معاملات مشبوهة إلى السلطات. يجب أن تسجل البورصات المركزية كجهات تحويل أموال، مع تعريف دقيق لمن وما الذي يشكل "جهة تحويل أموال" في مجال العملات المشفرة كونه ضبابيًا إلى حد ما وتختلف اللوائح بين الولايات المختلفة في الولايات المتحدة. هناك استثناء مهم من هذه اللوائح وهو البورصات اللامركزية بسبب حقيقة أنها لا تحتفظ بأي عملة ورقية.
كجزء من "التوجيه الرابع لمكافحة غسل الأموال" لعام 2015 وفي محاولة لمكافحة غسل الأموال وتمويل الإرهاب، أصدر الاتحاد الأوروبي توجيهًا يلزم جميع الدول الأعضاء بالتأكد من ترخيص وتسجيل بورصات العملات المشفرة. يخطط الاتحاد الأوروبي كذلك لاتخاذ تدابير لضمان تحقق جميع عملاء بورصات العملات المشفرة من هويتهم كجزء من عملية التسجيل.

##### الرموز غير القابلة للاستبدال
فيما يتعلق بالرموز غير القابلة للاستبدال، قد تواجه منصات المزادات لمبيعات الرموز غير القابلة للاستبدال ضغوطًا تنظيمية للامتثال لتشريعات مكافحة غسل الأموال. قيّمت دراسة أجرتها وزارة الخزانة الأمريكية في فبراير 2022 وجود "بعض الأدلة على مخاطر غسل الأموال في سوق الفن ذي القيمة العالية"، بما في ذلك من خلال "سوق الفن الرقمي الناشئ، مثل استخدام الرموز غير القابلة للاستبدال (NFTs)". نظرت الدراسة في الكيفية التي قد تكون بها معاملات الرموز غير القابلة للاستبدال خيارًا أبسط لغسل الأموال من خلال الفن عن طريق تجنب تعقيدات النقل أو التأمين في تداول الفن المادي. صُنفت العديد من بورصات الرموز غير القابلة للاستبدال كمقدمي خدمات الأصول الافتراضية التي قد تخضع للوائح شبكة مكافحة الجرائم المالية.
لم يضع الاتحاد الأوروبي بعد لوائح محددة لمكافحة غسل الأموال من خلال الرموز غير القابلة للاستبدال. أعلنت المفوضية الأوروبية في يوليو 2022 أنها تخطط لوضع لوائح تتعلق بهذه القضية بحلول عام 2024.

### ذبح الخنازير
عملية احتيال "ذبح الخنزير" (بالصينية: 杀猪盘)،  وهي تُترجم حرفيًا إلى "لعبة قتل الخنزير"، هي نوع من الاحتيال طويل الأمد والاحتيال الاستثماري، حيث يُستدرج الضحية تدريجيًا لتقديم مساهمات متزايدة، عادةً في شكل عملة مشفرة، إلى مخطط عملة مشفرة احتيالي.
تنتشر هذه النوعية من الاحتيال بشكل واسع عبر منصات التواصل الاجتماعي، حيث تشير الإحصائيات إلى ارتفاع ملحوظ في عدد الضحايا، ففي الولايات المتحدة وحدها، بلغت نسبة الضحايا من مستخدمي تطبيقات المواعدة 12% عام 2023، مقارنة بـ 5% عام 2018. يبني المحتال عادةً علاقة ثقة مع الضحية عبر التفاعل الافتراضي، ثم يقنعه بجدوى الاستثمار في مخطط وهمي، وفي النهاية يتم "ذبح" الضحية بسلب أمواله أو أصوله.
نشأت هذه الظاهرة الاحتيالية في الصين عام 2016 أو قبله، ثم انتشرت بشكل كبير في دول جنوب شرق آسيا خلال جائحة كوفيد-19. وكثيرًا ما يكون مرتكبو هذه الجرائم هم أنفسهم ضحايا لشبكات احتيال منظمة، حيث يجذبون إلى دول أخرى بحجج واهية، ثم يجبرون على ممارسة الاحتيال تحت تهديد العصابات الإجرامية.

### أمثلة أخرى
اعترف جوش جارزا، مؤسس شركتي "جاو ماينرز" و"زين ماينر" الناشئتين في مجال العملات المشفرة عام 2014م، بارتكاب جريمة الاحتيال عبر الإنترنت عام 2015م، معترفًا بأن الشركتين كانتا جزءًا من مخطط تسويق هرمي. وقد رفعت لجنة الأوراق المالية والبورصات الأمريكية دعوى قضائية مدنية منفصلة ضده، مما أسفر عن صدور حكم قضائي يلزم بدفع مبلغ تسعة ملايين ومائة ألف دولار أمريكي، بالإضافة إلى مبلغ سبعمائة ألف دولار أمريكي على سبيل الفوائد. وذكرت شكوى لجنة الأوراق المالية والبورصات أن جارزا قام، من خلال شركاته، ببيع "عقود استثمارية" زعمت أنها تمثل حصصًا في الأرباح المتوقعة من عمليات التعدين، وذلك بطريقة احتيالية. وحُكم على جارزا لاحقًا بالسجن لمدة إحدى وعشرين شهرًا ابتداءً من يناير عام 2019م، وأُلزم بدفع مبلغ تسعة ملايين دولار أمريكي، وذلك وفقًا لقرار صادر عن مكتب المدعي العام الأمريكي لمنطقة كونيتيكت.[بحاجة لمصدر]
يصف مجتمع العملات المشفرة عمليات التعدين المسبق والإصدارات السرية والاكتتابات العامة الأولية المبالغ فيها، أو المكافآت المفرطة للمؤسسين، بأنها ممارسات احتيالية. وفي بعض الأحيان، تكون هذه الممارسات جزءًا أساسيًا من تصميم العملة المشفرة ذاتها. ويُقصد بالتعدين المسبق عملية توليد العملة المشفرة قبل طرحها للجمهور.
وقد وجهت محكمة المقاطعة الجنوبية لنيويورك في ديسمبر عام 2022، لائحة اتهام إلى سام بنكمان فريد، مؤسس ورئيس مجلس إدارة منصتي أف تي أكس و"مركز ألاميدا للأبحاث" تضمنت تهمًا تتعلق بالسلع والاحتيال الإلكتروني، والاحتيال في الأوراق المالية، وغسل الأموال، بالإضافة إلى انتهاك قوانين تمويل الحملات الانتخابية.

## البرمجيات الخبيثة

### هجمات البرمجيات الخبيثة
تستطيع بعض البرامج الضارة سرقة المفاتيح الخاصة بمحافظ البيتكوين، مما يسمح بسرقة عملات البيتكوين نفسها. يبحث النوع الأكثر شيوعًا في أجهزة الحاسوب عن محافظ العملات المشفرة لتحميلها على خادم بعيد حيث يمكن اختراقها وسرقة عملاتها. تسجل العديد من هذه البرامج أيضًا ضغطات المفاتيح لتسجيل كلمات المرور، وغالبًا ما تتجنب الحماية. تكشف طريقة مختلفة عندما تُنسخ عناوين البيتكوين إلى الحافظة، وسرعان ما تستبدلها بعنوان مختلف، بهدف خداع الأشخاص لإرسال عملات البيتكوين إلى العنوان الخطأ. تعتبر هذه الطريقة فعالة لأن معاملات البيتكوين لا رجعة فيها.:57
أُبلغ عن فيروس انتشر عبر شبكة البوتات Pony في فبراير 2014، بأنه سرق ما يصل إلى 220 ألف دولار من العملات المشفرة بما في ذلك عملات البيتكوين من 85 محفظة. تفيد شركة الأمن "تروست ويف"، التي تتبعت البرامج الضارة، أن أحدث إصدار لها كان قادرًا على سرقة 30 نوعًا من العملات الرقمية.
ظهر نوع من البرامج الضارة لنظام ماك في أغسطس 2013 باسم "بيتفانيتي"، إذ تظاهر بأنه مولد لعناوين المحافظ المخصصة وسرق العناوين والمفاتيح الخاصة من برامج عميل البيتكوين الأخرى. أُبلغ عن برنامج حصان طروادة مختلف لنظام ماك أو إس، يسمى "كوين ثيف" في فبراير 2014، بأنه مسؤول عن العديد من عمليات سرقة البيتكوين. اختبأ البرنامج في نسخ من بعض تطبيقات العملات المشفرة على داونلود دوت كوم وماك أبديت.

### برامج الفدية
تطالب العديد من أنواع برامج الفدية بفدية بعملة البيتكوين. فعلى سبيل المثال، يشفر برنامج يُدعى "كريبتولكر"، والذي ينتشر عادةً عبر مرفقات بريد إلكتروني مُزيفة، القرص الصلب للجهاز المصاب، ثم يعرض مؤقتًا عكسيًا، ويطلب فدية بعملة البيتكوين لفك تشفيره. وقد أعلنت شرطة ماساتشوستس عن دفعها فدية قدرها اثنين من عملات البيتكوين في نوفمبر من عام 2013م، والتي تجاوزت قيمتها 1300 دولار أمريكي في ذلك الوقت، وذلك لفك تشفير أحد أقراصها الصلبة. كما استُخدمت عملة البيتكوين كوسيلة للدفع في هجوم واناكراي الإلكتروني الشهير.
ومع ذلك، واعتبارًا من يونيو عام 2018م، فضل معظم مجرمي الإنترنت استخدام عملات مشفرة أخرى بدلًا من البيتكوين. فقد طلب حوالي 44% من الهجمات التي وقعت في النصف الأول من عام 2018م فدية بعملة "مونيرو"، وهي عملة مشفرة تتميز بخصوصيتها وصعوبة تتبعها، مقارنة بنسبة 10% للبيتكوين و11% لعملة الإيثريوم.

### التعدين الخفي
الاستغلال الخفي للحواسيب في تعدين العملات المشفرة (بالإنجليزية: Cryptojacking)‏ هو استغلال قوة معالجة حاسوب دون علم أو رغبة صاحبه لتعدين العملات المشفرة، عادةً عبر مواقع ويب. [16، 17، 18] وقد كان برنامج مونيرو من أبرز البرامج المستخدمة في هذا النوع من الهجمات، إذ استُخدم في أكثر من ثلثي عمليات الكريبتوجاكينج قبل إغلاقه في مارس 2019. وتجدر الإشارة إلى أن العملات المشفرة التي تتميز بخصوصية عالية، مثل مونيرو وزيكاش، هي الأكثر شيوعًا في عمليات التعدين غير المشروع هذه.
إن الدافع وراء هذه الهجمات، شأنه شأن معظم الهجمات الإلكترونية الضارة، هو تحقيق الربح المادي. بيد أن ما يميز الكريبتوجاكينج هو سعيه إلى إخفاء نشاطه تمامًا عن المستخدم. وقد يؤدي انتشار برامج الكريبتوجاكينج الخبيثة إلى تباطؤ الأجهزة وتعطلها نتيجة لاستنزاف الموارد الحاسوبية.
ومن الجدير بالذكر أن تعدين عملة البيتكوين باستخدام أجهزة الحواسيب الشخصية المصابة ببرامج ضارة يواجه تحديًا كبيرًا من الأجهزة المتخصصة، مثل منصات FPGA وASIC، والتي تتميز بكفاءة عالية في استهلاك الطاقة وتكلفة تشغيل أقل. وبالتالي، فإن سرقة موارد الحواسيب العادية قد لا تكون خيارًا اقتصاديًا جذابًا في ظل وجود هذه الأجهزة المتخصصة.

## التصيد الاحتيالي
أُنشئ موقع إلكتروني احتيالي بغرض استدراج المستخدمين لتوليد عبارات مرور خاصة بمحافظ إلكترونية لعملة أيوتا، وجمع مفاتيح هذه المحافظ. وتشير التقديرات إلى سرقة ما يصل إلى أربعة ملايين دولار أمريكي من عملات أيوتا. استمر هذا الموقع الضار في عمله لمدة غير محددة، واكتُشف في يناير عام 2018.

## مصانع الاحتيال
تستغل مصانع الاحتيال في آسيا العمال لخداع الغربيين وحملهم على شراء العملات المشفرة عبر الإنترنت.

## حوادث أخرى
في عام 2015 أُدين عضوان في فرقة عمل سيلك رود - وهي فرقة عمل فيدرالية متعددة الوكالات قامت بالتحقيق الأمريكي في سيلك رود - بتهم تتعلق بالفساد. حاول العميل السابق في إدارة مكافحة المخدرات، كارل مارك فورس، ابتزاز مؤسس سيلك رود روس أولبريخت عن طريق تزييف مقتل أحد المخبرين. أقر بأنه مذنب بتهم غسل الأموال، وعرقلة سير العدالة، والابتزاز تحت غطاء السلطة الرسمية، وحُكم عليه بالسجن الفيدرالي لمدة 6.5 سنوات. أقر العميل السابق في جهاز الخدمة السرية الأمريكية، شون بريدجز، بأنه مذنب بجرائم تتعلق بتحويله بيتكوين بقيمة 800 ألف دولار إلى حسابه الشخصي خلال التحقيق، كما أقر بشكل منفصل بأنه مذنب بغسل الأموال فيما يتعلق بسرقة عملة مشفرة أخرى. حُكم على بريدجز بالسجن الفيدرالي لمدة تقارب ثماني سنوات.
أسس جيرالد كوتن شركة كوادريغا للحلول المالية في عام 2013 بعد تخرجه من كلية شوليش للأعمال في تورنتو. كان كوتن يعمل كقيّم وحيد للبورصة. لم يكن لدى كوادريجا حسابات مصرفية رسمية لأن البنوك في ذلك الوقت لم يكن لديها طريقة لإدارة العملات المشفرة. في أواخر عام 2018 خسرت كوادريغا للحلول المالية أكبر بورصة للعملات المشفرة في كندا 190 مليون دولار أمريكي من العملات المشفرة عندما توفي المالك؛ كان هو الوحيد الذي يعرف كلمة المرور لمحفظة التخزين. تقدمت البورصة بطلب للإفلاس في عام 2019.
في عام 2018 اتُهم إليس بينسكي، البالغ من العمر 15 عامًا، بتدبير مخطط لسرقة ملايين الدولارات من العملات المشفرة من مايكل تيربين، وهو مستثمر بارز في العملات المشفرة. تضمن المخطط أسلوب الهندسة الاجتماعية المعروف باسم عملية احتيال تبديل شريحة SIM. جذبت القضية اهتمامًا كبيرًا بسبب صغر سن بينسكي والمبلغ الكبير من المال المتورط. أثارت تساؤلات حول أمن الأصول الرقمية والتحديات في تنظيم ومقاضاة الجرائم في عالم العملات المشفرة سريع التطور. توصل بينسكي لاحقًا إلى تسوية لإعادة 22 مليون دولار من العملات المشفرة إلى تيربين. في مايو 2020، تعرض بينسكي لغزو منزله من قبل متسللين يبحثون عن الأصول المسروقة المتبقية. رفع مايكل تيربين، المؤسس والرئيس التنفيذي لمجموعة ترانسفورم، وهي شركة مقرها سان خوان، بورتوريكو، تقدم المشورة لشركات البلوك تشين بشأن العلاقات العامة والاتصالات، دعوى قضائية ضد إليس بينسكي في نيويورك في 7 مايو 2020، لقيادته "موجة جرائم إلكترونية متطورة" سرقت 24 مليون دولار أمريكي من العملات المشفرة عن طريق اختراق هاتف تيربين في عام 2018. رفع تيربين أيضًا دعوى قضائية ضد نيكولاس تروغليا وفاز بحكم قضائي بقيمة 75.8 مليون دولار ضد تروغليا في عام 2019 في محكمة ولاية كاليفورنيا.
في 15 يوليو 2020 هوجمت حسابات إكس لشخصيات وشركات بارزة، من بينهم جو بايدن، وباراك أوباما، وبيل غيتس، وإيلون ماسك، وجيف بيزوس، وآبل، وكانييه ويست، ومايكل بلومبرغ، وأوبر. أكدت تويتر أنه كان هجوم هندسة اجتماعية منسق على موظفيها. أصدرت تويتر بيانها بعد ست ساعات من وقوع الهجوم. نشر الهاكرز رسالة لتحويل البيتكوين إلى محفظة بيتكوين لمضاعفة المبلغ.
في عام 2021 نفذت السلطات الأمريكية مداهمة لمنزل جيمس تشونغ في غينزفيل، جورجيا. عثرت السلطات على أكثر من 51,000 بيتكوين سرقها تشونغ من سيلك رود بين عامي 2012 و2013. تمكن تشونغ، من خلال خطأ في سيلك رود، من سحب بيتكوين أكثر مما أودع في البداية. أخفى هويته وتمكن من التهرب من السلطات لما يقرب من عقد من الزمان. انتهى الأمر بتشونغ بالإقرار بأنه مذنب بالاحتيال عبر الإنترنت وحُكم عليه بالسجن لمدة عام ويوم واحد مع مصادرة جميع عملات البيتكوين.
في عام 2022 أفادت لجنة التجارة الفيدرالية بسرقة 139 مليون دولار من العملات المشفرة من قبل محتالي العلاقات الرومانسية في عام 2020. يستهدف بعض المحتالين تطبيقات المواعدة بملفات تعريف وهمية.
في أوائل عام 2022 جُرّدت عملة بينستالك المشفرة من احتياطياتها، التي قُدرت قيمتها بأكثر من 180 مليون دولار أمريكي، بعد أن تمكن المهاجمون من استخدام 80 مليون دولار أمريكي مُقترضة من العملات المشفرة لشراء حقوق تصويت كافية لتحويل الاحتياطيات إلى حساباتهم الخاصة خارج النظام. كان من غير الواضح في البداية ما إذا كان استغلال إجراءات الحوكمة هذا غير قانوني.[21]

## روابط خارجية
- Zandt, Florian (31 Mar 2022). "Infographic: The Biggest Crypto Heists". ستاتيستا (بالإنجليزية).